# Leander Czerny
Leander Czerny, född 4 oktober 1859 i Modřice, död 22 november 1944 i Payerbach, Österrike,  var en österrikisk entomolog och präst.